# Anker Jørgensen
Anker Henrik Jørgensen (Copenaghen, 13 luglio 1922 – Copenaghen, 20 marzo 2016) è stato un politico danese, membro dei Socialdemocratici e suo presidente dal 1972 al 1987, è stato Ministro di Stato della Danimarca dal 5 ottobre 1972 al 19 dicembre 1973 e dal 13 febbraio 1975 al 10 settembre 1982 guidando quattro esecutivi come capo del governo danese.

## Biografia

### Familia, educazione e lavoro
Anker Henrik Jørgensen è nato il 13 luglio 1922 a Copenaghen come figlio di Johannes Albert Jørgensen e della donna delle pulizie Karen Marie Jørgensen. A due anni di età (1924) visse senza il padre e a cinque anni (1928) rimase orfano quando i suoi genitori morirono di tubercolosi. È cresciuto con sua zia, la lavoratrice di tabacco Karla Marie Sofie Jacobsen (1890-1975) e suo zio, che faceva il conducente a Christianshavn.
Frequentò la Scuola reale e orfanotrofio. A quattordici anni divenne un ragazzo-lavoratore come magazziniere presso il magazzino di carta di FDB a Njalsgade sulle Islands Brygge fino a quando non dovette interrompere la sua attività per il servizio militare. Nel 1949 ha sostenuto un esame preliminare su un corso serale.

### Vita privata

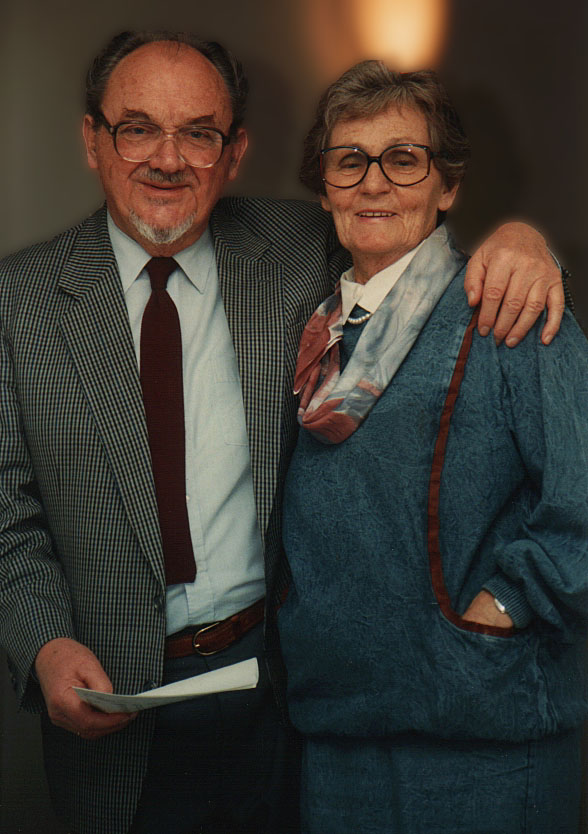
Anker e Ingrid Jørgensen nel 1990

Nel 1948 si sposò con Ingrid Kvist Pedersen (1922-1997), figlia del direttore di laboratorio Søren Pedersen e di sua moglie Krestine Pedersen. Ingrid morì nel 1997 per una forma di distrofia muscolare (sclerosi laterale amiotrofica) e da allora Anker Jørgensen è stato attivo nel sostenere la Muskelsvindfonden, la fondazione per i disturbi muscolari.
Ingrid e Anker Jørgensen hanno avuto quattro figli (incluso suo figlio Peter, politico) e la coppia ha vissuto tutta la vita nella Sydhavnen. All'inizio del 2008, Anker Jørgensen si trasferì nella casa di cura Plejebo dall'appartamento in Borgbjergsvej 1.
È morto il 20 marzo 2016. Il 2 aprile 2016 si sono svolti i funerali ed è stato sepolto accanto a sua moglie nella loro tomba nel cimitero di Vestre. Oltre a nomi e date, la lapide è stata incisa con la firma di Anker Jørgensen.

## Carriera politica

### Inizi
Jørgensen iniziò la sua carriera politica attiva nel 1950, quando divenne vice presidente della Federazione dei Lavoratori del Commercio. Nel 1956 divenne presidente della federazione. Nel 1962 divenne presidente del Gruppo dei trasporti e nel 1968 presidente dell'Unione dei Lavoratori. Negli anni sessanta era un politico locale attivo a Copenaghen. Nel 1964 viene eletto per la prima volta nel Parlamento danese.

### Ministro di Stato

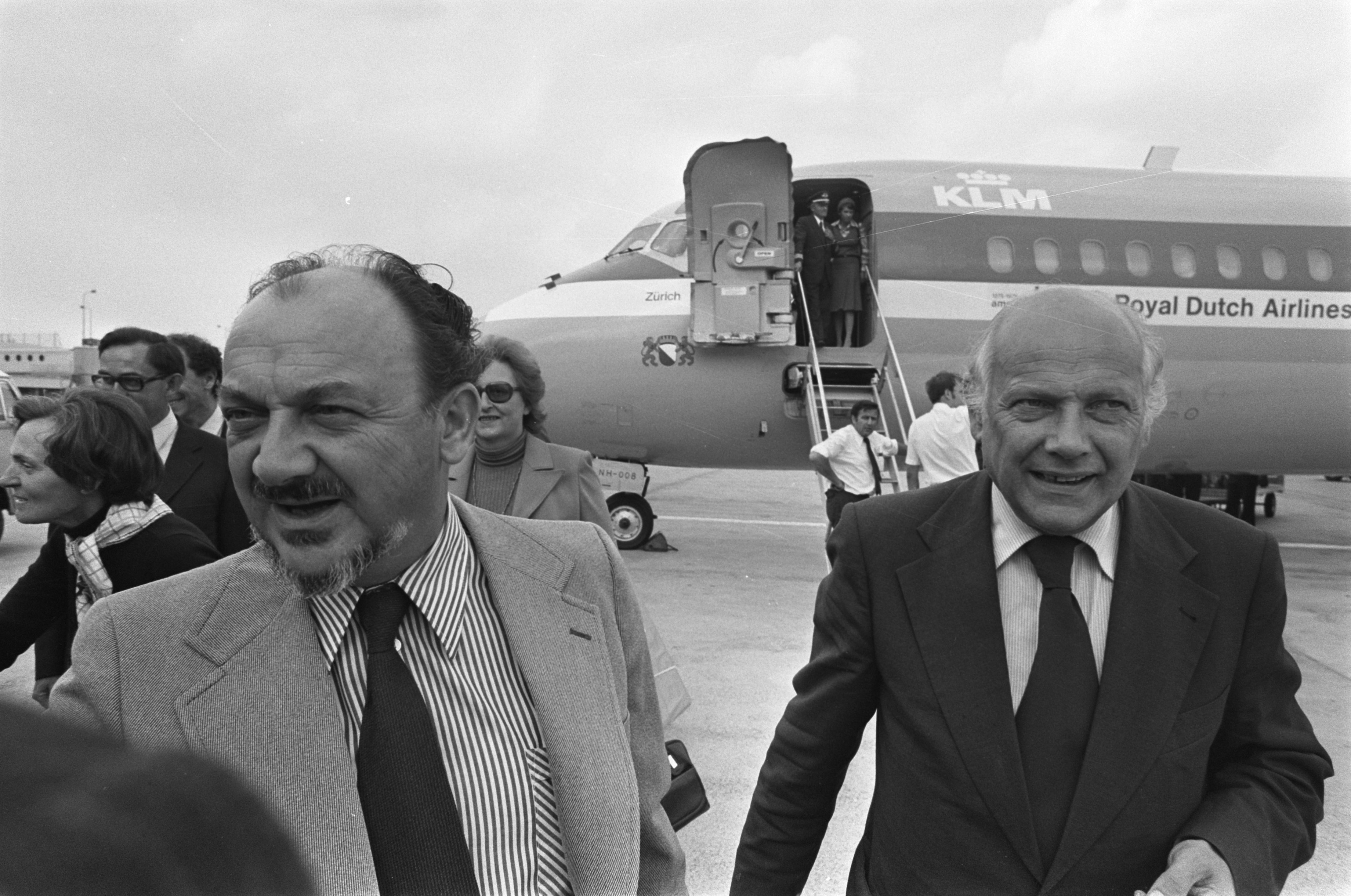
Anker Jørgensen accolto a Schiphol dal ministro-presidente dei Paesi Bassi Joop den Uyl il 19 agosto 1975.

Il giorno dopo il referendum della CEE nel 1972, Jørgensen succedette a Jens Otto Krag come Primo ministro della Danimarca. Ha mantenuto questa posizione per 14 mesi fino alle elezioni del 1973, quando gli successe il liberale Poul Hartling.
Dopo poco più di un anno di opposizione, è tornato alla guida dell'esecutivo, primo ministro con un governo di minoranza socialdemocratica. Nel 1978, ha ampliato il governo includendo i liberali in un grande governo di coalizione al fine di affrontare le questioni economiche. Questa coalizione durò fino al 23 ottobre 1979 e per un breve periodo di due mesi nel 1978 ricoprì contemporaneamente la carica di ministro degli Esteri. Durante questo periodo, Jørgensen presiedette il referendum sull'età elettorale.
Per il resto del periodo in carica, ha guidato nuovamente un governo di minoranza socialdemocratica. Incapace di raccogliere il sostegno per gli aumenti delle tasse e le riduzioni della spesa, si è dimesso da primo ministro senza convocare le elezioni il 10 settembre 1982, cedendo l'incarico al leader conservatore Poul Schlüter. Rimase tuttavia leader dei socialdemocratici fino alle sue dimissioni nel 1987, quando gli successe Svend Auken. Rimase in parlamento fino al 1994.

## Pubblicazioni
- Fra mine dagbøger, 3 vol., Fremad, 1989–1990. ISBN 87-557-1543-5 og ISBN 87-557-1544-3
  1. 1972-1975: Bølgegang
  2. 1975-1977: I smult vande
  3. 1978-1982: Brændingen
- Fra Christianshavn til Christiansborg: erindringer 1922-1972, Fremad, 1994. ISBN 87-557-1832-9